# Выборы губернатора Костромской области (2020)
Выборы губернатора состоялись в Костромской области 13 сентября 2020 года в единый день голосования, одновременно с выборами Костромской областной Думы 7 созыва и выборами Костромской городской думы 7 созыва.
Губернатор избирался сроком на 5 лет.
На 1 июля 2020 года в области было зарегистрировано 523 388 избирателей, из которых около 41 % (215 745 избирателей) в Костроме.

## Предшествующие события
13 апреля 2012 года должность губернатора занимает Сергей Ситников. Президент Дмитрий Медведев назначил его временно исполняющим обязанности губернатора после отставки Игоря Слюняева, а вскоре внёс в Костромскую областную думу кандидатуру Ситникова для утверждения. На тот момент в России главы субъектов наделялись полномочиями по представлению президента России, который выбирал кандидата из трёх кандидатур, представленных ему партией, имеющей большинство в региональном парламенте. Так Ситников был заявлен «Единой Россией» в списке кандидатов, выбран президентом Медведевым и 28 апреля утверждён Депутаты Костромской областной думы единогласно на пятилетний срок., в тот же день вступив в должность.
В мае 2012 года по инициативе Дмитрия Медведева, президентский срок которого истекал, был принят федеральный закон, предусматривающий возвращение прямых выборов глав регионов. Закон вступил в силу 1 июня 2012 года.
15 мая 2015 года Ситников досрочно подал в отставку, хотя его полномочия действовали до апреля 2017 года. При этом попросил у президента Путина разрешения баллотироваться вновь, на выборах в сентябре 2015 года (в иных случаях закон это запрещает). Путин разрешение дал и при этом назначил Ситникова врио губернатора до вступления в должность избранного на выборах..
На состоявшихся 13 сентября 2015 года выборах Ситников выдвинутый «Единой Россией», победил в первом туре, набрав 65,62 % голосов при явке избирателей 35 %. Он вступил в должность 15 сентября 2015 года на срок 5 лет.

## Ключевые даты
- 10 июня 2020 года Костромская областная дума назначила выборы на 13 сентября 2020 года — единый день голосования (за 100—90 дней до дня голосования).
  - 10 июня избирательная комиссия опубликовала календарный план[5]
  - 12 июня избирательная комиссия опубликовала расчёт числа подписей, необходимых для регистрации кандидата
- с 11 июня по 30 июня до 18:00 — период выдвижения кандидатов (20 дней, отсчёт начинается со следующего дня после назначения выборов)
  - агитационный период начинается со дня выдвижения кандидата и прекращается за одни сутки до дня голосования
- период сбора подписей муниципальных депутатов для регистрации кандидата начинается после представления в избирательную  комиссию заявления  кандидата о согласии баллотироваться
- с 19 июля по 29 июля до 18:00 (за 55—45 дней до дня голосования) — представление документов для регистрации кандидатов; к заявлениям должны прилагаться листы с подписями муниципальных депутатов и список трёх кандидатов на должность члена Совета Федерации
  - решение избирательной комиссии о регистрации кандидата — в течение 10 дней со дня подачи документов в избирком
- с 15 августа по 11 сентября — период агитации в СМИ (начинается за 28 дней до дня голосования)
- 12 сентября — «день тишины»
- 13 сентября — день голосования

## Кандидаты
Было выдвинуто 10 кандидатов. Однако документы на регистрацию и собранные подписи в избирательную комиссию подали 5 кандидатов: Валерий Ижицкий, Александр Плюснин, Сергей Ситников, Георгий Тащиев, Руслан Фёдоров.
| Кандидат           | Возраст              | Должность (на момент выдвижения)                                       | Субъект выдвижения                                                         | Статус              | Кандидаты в Совет Федерации |
| ------------------ | -------------------- | ---------------------------------------------------------------------- | -------------------------------------------------------------------------- | ------------------- | --- |
| Владимир Безрук    | 68 лет (7.12.1956)   | зам. гендиректора охранной фирмы                                       | Казачья партия Российской федерации                                        | отказ в регистрации | |
| Любовь Виноградова | 41 год (20.07.1983)  | зам. директора «Дом творчества» Костромского района                    | «Партия за справедливость!»                                                | отказ в регистрации | |
| Валерий Ижицкий    | 73 года (17.09.1951) | депутат Костромской областной думы 6 созыва на непостоянной основе     | КПРФ                                                                       | зарегистрирован     | А. А. Юшин, гендиректор ООО «АлюгассСервис» Е. В. Шахова, секретарь Костромского отделения КПРФ П. А. Крохичев, врач-хирург КОКБ имени Королёва Е.И.                                        |
| Александр Лазутин  | 64 года (27.10.1960) | гендиректор ЗАО «Шунга»                                                | «Яблоко»                                                                   | отказ в регистрации | |
| Александр Плюснин  | 51 год (13.08.1973)  | депутат Костромской областной думы 6 созыва, председатель комитета     | Справедливая Россия                                                        | зарегистрирован     | Д. Л. Бодрин, руководитель центра защиты прав граждан в Костромской обл. А. А. Дюков, зам. гендиректора ООО «Форма металла» Ю. С. Логинов, мастер ООО «ТСК-мониторинг»                      |
| Сергей Ситников    | 62 года (18.01.1963) | губернатор Костромской области                                         | «Единая Россия»                                                            | зарегистрирован     | Н. А. Журавлёв, член СФ Н. А. Пашканова, директор школы № 1 Костромы А. Н. Торшилов, врач-травматолог-ортопед больницы Костромы                                                             |
| Георгий Тащиев     | 68 лет (26.03.1957)  | пенсионер                                                              | «Партия пенсионеров»                                                       | зарегистрирован     | В. А. Горланов, пенсионер Н. Ю. Душинов, пенсионер Ю. В. Шестаков, специалист Управления МВД по Костромской обл.                                                                            |
| Татьяна Торопыгина | 59 лет (26.03.1966)  | инженер костромского филиала ФГБУ «Росреестр»                          | «Партия прогресса» ранее «Партия социальных сетей» и «Гражданская позиция» | отказ в регистрации | |
| Алексей Уткин      | 36 лет (11.09.1988)  | учитель начальных классов Никольской средней общеобразовательной школы | Демократическая партия России                                              | отказ в регистрации | |
| Руслан Фёдоров     | 35 лет (21.09.1989)  | помощник депутата Госдумы А. Н. Свинцова                               | ЛДПР                                                                       | зарегистрирован     | Ю. П. Кудрявцев, депутат Костромской областной думы И. И. Дубова, помощник депутата Костромской областной думы И. Г. Сабуров, дежурный по спортивному залу «Дирекция спортивных сооружений» |

## Результаты
16 сентября Избирательная комиссия Костромской области подвела окончательные результаты выборов. Губернатором избран Сергей Ситников.
| Место                                    | Место                                    | Кандидат                                 | Партия                                   | Голосов | %       |
| ---------------------------------------- | ---------------------------------------- | ---------------------------------------- | ---------------------------------------- | ------- | ------- |
|                                          | 1.                                       | Сергей Ситников                          | Единая Россия                            | 108 145 | 64,65 % |
|                                          | 2.                                       | Валерий Ижицкий                          | КПРФ                                     | 27 261  | 16,30 % |
|                                          | 3.                                       | Александр Плюснин                        | Справедливая Россия                      | 12 783  | 7,64 %  |
|                                          | 4.                                       | Руслан Фёдоров                           | ЛДПР                                     | 9368    | 5,60 %  |
|                                          | 5.                                       | Георгий Тащиев                           | Партия пенсионеров                       | 4286    | 2,56 %  |
|                                          |                                          |                                          |                                          |         |         |
| Действительных бюллетеней                | Действительных бюллетеней                | Действительных бюллетеней                | Действительных бюллетеней                | 161 843 | 96,75 % |
| Недействительных бюллетеней              | Недействительных бюллетеней              | Недействительных бюллетеней              | Недействительных бюллетеней              | 5431    | 3,25 %  |
| Всего                                    | Всего                                    | Всего                                    | Всего                                    | 167 274 | 100 %   |
|                                          |                                          |                                          |                                          |         |         |
| Число бюллетеней, выданных досрочно      | Число бюллетеней, выданных досрочно      | Число бюллетеней, выданных досрочно      | Число бюллетеней, выданных досрочно      | 84 226  | 50,32 % |
| Число бюллетеней, выданных на участке    | Число бюллетеней, выданных на участке    | Число бюллетеней, выданных на участке    | Число бюллетеней, выданных на участке    | 74 545  | 44,54 % |
| Число бюллетеней, выданных вне помещения | Число бюллетеней, выданных вне помещения | Число бюллетеней, выданных вне помещения | Число бюллетеней, выданных вне помещения | 8595    | 5,14 %  |
|                                          |                                          |                                          |                                          |         |         |
| Явка                                     | Явка                                     | Явка                                     | Явка                                     | 167 366 | 31,98 % |
| Число избирателей                        | Число избирателей                        | Число избирателей                        | Число избирателей                        | 523 374 | 100 %   |

15 сентября Сергей Ситников заявил, что продлит полномочия действующего представителя администрация Костромской области в Совете Федерации Николая Журавлёва. Жулавлёв занимает должность с 18 мая 2011 года.